# Tropidion ecoparaba
Tropidion ecoparaba är en skalbaggsart som beskrevs av Martins och Maria Helena M. Galileo 2007. Tropidion ecoparaba ingår i släktet Tropidion och familjen långhorningar. Inga underarter finns listade i Catalogue of Life.